# Samlingsbevægelsen Aufstehen
Samlingsbevægelsen Aufstehen (dansk "Stå Op") er en tysk politisk organisation som blev oprettet i september 2018. Grundlæggerne er Sahra Wagenknecht, politisk forkvinde for det tyske parti Die Linke, samt politikere, forskere og kunstnere. Bevægelsen blev grundlagt som en respons til den stigende højreradikalisme i Europa. Målet er at få regeringen og samfundet rykket længere til venstre og sørge for bedre sociale vilkår i Tyskland. Organisationen betragter ikke sig selv som et parti, men som en samlingsbevægelse som retter sig mod vælgerne i SPD, Die Linke og Bündnis 90/Die Grünen.